# Guennadi Nijegorodov
Guennadi Aleksandrovitch Nijegorodov (en russe : Геннадий Александрович Нижегородов) est un footballeur professionnel russe né le 7 juin 1977 à Odessa.
Actif de 1993 à 2010, il a notamment évolué au poste de défenseur au sein du Lokomotiv Moscou entre 2000 et 2004, où il remporte notamment le championnat russe ainsi que la Coupe de Russie par deux fois. Il effectue par ailleurs des passages notables au Lokomotiv Nijni Novgorod et au Tchornomorets Odessa.
Malgré ses origines ukrainiennes, il choisit de représenter la sélection russe pour laquelle il joue neuf matchs entre 2000 et 2003.

## Biographie

### Carrière en club

#### Débuts (1993-1999)
Natif d'Odessa au sein de la RSS d'Ukraine, c'est dans cette ville qu'il effectue sa formation, passant notamment par les centres de formation du Tchornomorets Odessa puis du SK Odessa. Nijegorodov déménage par la suite à Astrakhan au début des années 1990 et fait ses débuts professionnels au sein du club du Volgar lors de l'année 1993 en jouant un match de troisième division. Il s'impose par la suite rapidement comme titulaire au sein de la défense de l'équipe et dispute 73 matchs entre 1994 et 1995, marquant un but.
Ses prestations lui valent ainsi d'être recruté en 1996 par le Lokomotiv Nijni Novgorod, pensionnaire de première division russe. Il ne joue cependant que cinq matchs pour sa première saison au club, faisant notamment ses débuts en championnat face au Spartak Moscou le 4 mai 1996, mais s'impose progressivement à partir de la saison 1997 où il dispute 24 matchs en championnat mais ne peut empêcher la relégation des siens. Il joue par ailleurs cette année-là la Coupe Intertoto où il dispute quatre matchs. Restant par la suite un titulaire récurrent du Lokomotiv, il contribue à la remontée directe du club dès 1998 ainsi qu'à son maintien dans l'élite la saison suivante.

#### Passage au Lokomotiv Moscou (2000-2004)
Nijegorodov quitte finalement Nijni Novgorod en début d'année 2000 pour rallier le Lokomotiv Moscou, vice-champion russe en titre et connaissant depuis quelques saisons une montée notable en puissance. Il y devient immédiatement un titulaire récurrent et remporte son premier trophée dès le mois de mai 2000 en gagnant la Coupe de Russie face au CSKA Moscou, ayant disputé l'intégralité de la finale. Dans la foulée, il découvre également la Ligue des champions à l'été 2000, où les siens sont cependant éliminés d'entrée par le Beşiktaş. Il contribue par la suite à la deuxième place du club en championnat en 2000 puis en 2001, remportant par ailleurs une nouvelle Coupe de Russie cette dernière année face à l'Anji Makhatchkala.
Il dispute en 2002 la quasi-intégralité du championnat, ne ratant que deux matchs, tandis que le Lokomotiv remporte finalement son premier titre de champion de Russie à l'issue d'un match d'appui remporté face au CSKA Moscou en novembre 2002. Ses performances lors de cette saison lui valent de remporter le prix Strelets (ru) de meilleur défenseur du championnat. Il prend part l'année suivante au bon parcours du club en Ligue des champions qui voit les siens atteindre le stade des huitièmes de finale avant d'être éliminés par le futur finaliste l'AS Monaco. Son temps de jeu commence à diminuer de manière notable à partir de la saison 2004, avec seulement dix-huit titularisations malgré un nouveau titre de champion de Russie. Son contrat n'est par la suite pas renouvelé et Nijegorodov quitte le Lokomotiv en fin d'année 2004.

#### Fin de carrière (2005-2010)
Après ce départ, il est recruté par le Terek Grozny pour la saison 2005. Des problèmes de blessures l'empêchent cependant de prendre activement part à la fin de l'équipe qui termine reléguée. Il rejoint par la suite l'équipe du Chinnik Iaroslavl mais n'y joue que neuf rencontres avant de résilier son contrat au mois de mai 2006.
Dans la foulée de ce départ, il décide finalement de quitter définitivement la Russie pour revenir dans sa ville natale d'Odessa au sein de l'équipe du Tchornomorets le mois suivant. Il y retrouve là une place de titulaire régulier et dispute 27 matchs en championnat lors de la saison 2006-2007 et prend également part au parcours du club en Coupe UEFA où il marque un but face à l'Hapoël Tel-Aviv, bien que cela n'empêche pas les siens d'être éliminés à l'issue de la confrontation. Restant par la suite un titulaire constant, il décide finalement de résilier son contrat avec le Tchornomorets, alors en proie à des difficultés financières, au mois de janvier 2009. Il joue ensuite une demi-saison en deuxième division autrichienne au Rheindorf Altach avant de mettre un terme à sa carrière au mois de janvier 2010, à l'âge de 32 ans.
Après sa fin de carrière, Nijegorodov devient entraîneur au sein des équipes de jeunes du Tchornomorets Odessa entre décembre 2012 et août 2017,.

### Carrière internationale
Originaire d'Odessa dans l'actuelle Ukraine, Nijegorodov est donc éligible à la fois pour les sélections de la Russie et de l'Ukraine. Celui-ci décide finalement de représenter ce premier pays et est sélectionné à partir de 1998 au sein de la sélection espoirs sous les ordres de Leonid Pakhomov. Il prend ainsi part aux éliminatoires de l'Euro espoirs de 2000, disputant huit matchs dont le barrage de qualification face à la Slovaquie, à l'issue duquel les siens sont cependant vaincus sur le score cumulé de 4-1 en novembre 1999.
Quelques mois après, il est sélectionné pour la première fois avec la sélection A par Oleg Romantsev en mai 2000 dans le cadre de deux matchs amicaux face à la Slovaquie et la Moldavie. Nijegorodov connaît à cette occasion ses deux premières sélections, étant titularisé à chaque fois en défense et disputant l'intégralité des deux matchs. Il n'est cependant plus appelé par la suite pendant deux ans et doit attendre le mois d'août 2002 pour retrouver la Sbornaïa, cette fois dirigée par Valeri Gazzaev qui l'intègre dans sa défense titulaire au début de la phase qualificative de l'Euro 2004 où les Russes connaissent de bons débuts avant d'entamer une mauvaise série à partir de mars 2003. Alors que Nijegorodov connaît sa dernière sélection face à la Géorgie en avril 2003, Gazzaev est quant à lui renvoyé au mois d'août 2003 tandis que ses remplaçants successifs décident de ne plus le rappeler par la suite.

## Statistiques
| Saison                | Club                     | Championnat           | Championnat | Championnat | Coupe(s) nationale(s) | Coupe(s) nationale(s) | Compétition(s) continentale(s) | Compétition(s) continentale(s) | Compétition(s) continentale(s) | Total | Total |
| Saison                | Club                     | Division              | M.          | B.          | M.                    | B.                    | Comp.                          | M.                             | B.                             | M.    | B.    |
| 1993                  | Volgar Astrakhan         | D3                    | 1           | 0           | -                     | -                     | -                              | -                              | -                              | 1     | 0     |
| 1994                  | Volgar Astrakhan         | D4                    | 32          | 1           | 1                     | 0                     | -                              | -                              | -                              | 33    | 1     |
| 1995                  | Volgar-Gazprom Astrakhan | D3                    | 39          | 0           | 1                     | 0                     | -                              | -                              | -                              | 40    | 0     |
| Sous-total            | Sous-total               | Sous-total            | 72          | 1           | 2                     | 0                     | -                              | -                              | -                              | 74    | 1     |
| 1996                  | Lokomotiv Nijni Novgorod | D1                    | 5           | 0           | 1                     | 0                     | -                              | -                              | -                              | 6     | 0     |
| 1997                  | Lokomotiv Nijni Novgorod | D1                    | 25          | 0           | -                     | -                     | CI                             | 4                              | 0                              | 29    | 0     |
| 1998                  | Lokomotiv Nijni Novgorod | D2                    | 37          | 0           | 1                     | 0                     | -                              | -                              | -                              | 38    | 0     |
| 1999                  | Lokomotiv Nijni Novgorod | D1                    | 24          | 0           | 1                     | 0                     | -                              | -                              | -                              | 25    | 0     |
| Sous-total            | Sous-total               | Sous-total            | 91          | 0           | 3                     | 0                     | -                              | 4                              | 0                              | 98    | 0     |
| 2000                  | Lokomotiv Moscou         | D1                    | 26          | 0           | 3                     | 0                     | C1+C3                          | 2+5                            | 0                              | 36    | 0     |
| 2001                  | Lokomotiv Moscou         | D1                    | 21          | 0           | 2                     | 0                     | C1+C3                          | 2+1                            | 0                              | 26    | 0     |
| 2002                  | Lokomotiv Moscou         | D1                    | 29          | 0           | -                     | -                     | C1                             | 9                              | 0                              | 38    | 0     |
| 2003                  | Lokomotiv Moscou         | D1                    | 26          | 0           | 3                     | 0                     | C1+C1                          | 3+6                            | 0                              | 38    | 0     |
| 2004                  | Lokomotiv Moscou         | D1                    | 23          | 0           | 7                     | 0                     | C1                             | 2                              | 0                              | 32    | 0     |
| Sous-total            | Sous-total               | Sous-total            | 125         | 0           | 15                    | 0                     | -                              | 32                             | 0                              | 172   | 0     |
| 2005                  | Terek Grozny             | D1                    | 14          | 0           | 2                     | 0                     | -                              | -                              | -                              | 16    | 0     |
| 2006                  | Chinnik Iaroslavl        | D1                    | 8           | 0           | -                     | -                     | -                              | -                              | -                              | 8     | 0     |
| Sous-total            | Sous-total               | Sous-total            | 22          | 0           | 2                     | 0                     | -                              | -                              | -                              | 24    | 0     |
| 2006-2007             | Tchornomorets Odessa     | D1                    | 27          | 0           | -                     | -                     | C3                             | 4                              | 1                              | 31    | 1     |
| 2007-2008             | Tchornomorets Odessa     | D1                    | 27          | 0           | 5                     | 0                     | CI                             | 4                              | 1                              | 36    | 1     |
| 2008-2009             | Tchornomorets Odessa     | D1                    | 16          | 0           | 1                     | 0                     | -                              | -                              | -                              | 17    | 0     |
| Sous-total            | Sous-total               | Sous-total            | 70          | 0           | 6                     | 0                     | -                              | 8                              | 1                              | 84    | 1     |
| 2009-2010             | Rheindorf Altach         | D2                    | 10          | 0           | -                     | -                     | -                              | -                              | -                              | 10    | 0     |
| Total sur la carrière | Total sur la carrière    | Total sur la carrière | 390         | 1           | 28                    | 0                     | -                              | 44                             | 1                              | 462   | 2     |

## Palmarès
Lokomotiv Moscou
- Championnat de Russie
  - Vainqueur en 2002 et 2004.
  - Vice-champion en 2000 et 2001.
- Coupe de Russie
  - Vainqueur en 2000 et 2001.
  - Vainqueur en 2003.